# Elbzollfregatte

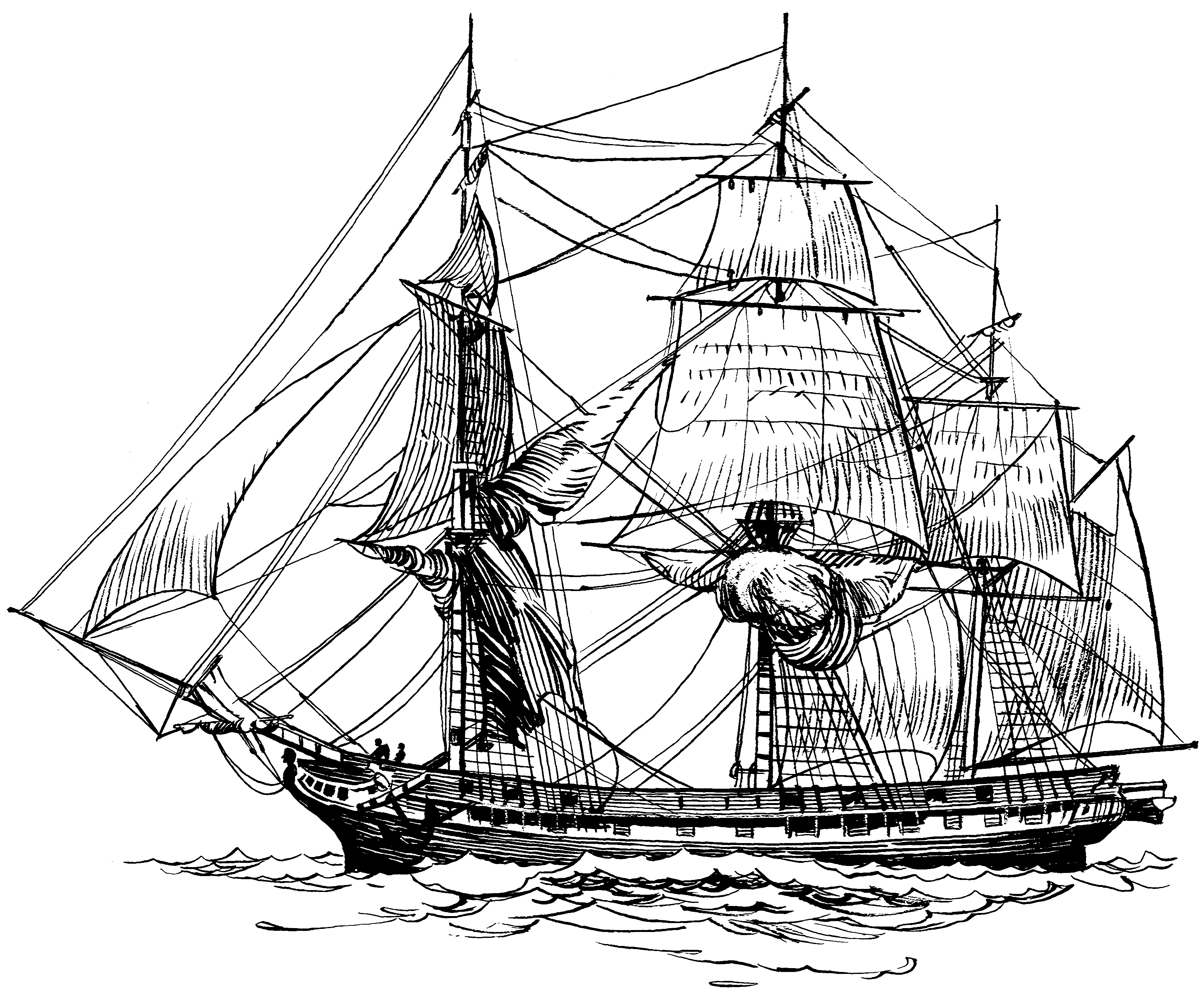
Segelfregatte; 18./19. Jahrhundert

Als Elbzollfregatte wurden die Wachschiffe bezeichnet, die zwischen der Mitte des 17. und 19. Jahrhunderts bei Stade den Zolldienst und andere hoheitliche Aufgaben versahen. Mit dem Begriff wurde auch die Elbzollstation Brunshausen bei Stade insgesamt angesprochen.
Die Bezeichnung Fregatte wurde ursprünglich in recht allgemeiner Form für verschiedene größere Schiffstypen benutzt, denen nur die Tatsache der Bewaffnung und die Ausstattung mit drei Masten gemein war. Erst im späten 18. Jahrhundert wurde es üblich, kleinere, schnelle Kriegsschiffe mit nur einem Geschützdeck als Fregatte zu bezeichnen. Die auf der Elbe eingesetzten größeren Wachschiffe wurden unabhängig von ihrem Schiffstyp als Zollfregatten oder als Ausweis ihres rechtlichen Status auch als Kron-Schiffe bezeichnet.

## Zollerhebung auf der Elbe
Vor 1806 gab es etwa 35 Zollstationen entlang des schiffbaren Verlaufs der Elbe, die der Schifffahrt erhebliche Lasten auferlegten. Der Zoll bei Brunshausen wurde als besonders belastend empfunden. Nach der französischen Besetzung und der Kontinentalsperre trat 1819 in Dresden die Elbschiffahrtskommission zusammen, um die Zollerhebung auf der Elbe neu zu regeln. 1821 wurde die Elbschiffahrtsakte beschlossen, aufgrund derer die Zölle gegen eine Schifffahrtsabgabe aufgehoben werden sollten, die dem Erhalt der Fahrwasser dienen sollte. Die Höhe dieser Abgabe war allerdings erheblich und übertraf die alten Zölle. Während einige Staaten wie Preußen bereit waren, die Elbschifffahrt zu erleichtern, bestanden andere, darunter insbesondere das Königreich Hannover als Betreiber der Elbzollstation Brunshausen, auf hohen Abgaben, bis sich die Elbzölle nach dem Deutschen Krieg und der Reichseinigung nach und nach erübrigten.

## Elbzollstation Brunshausen

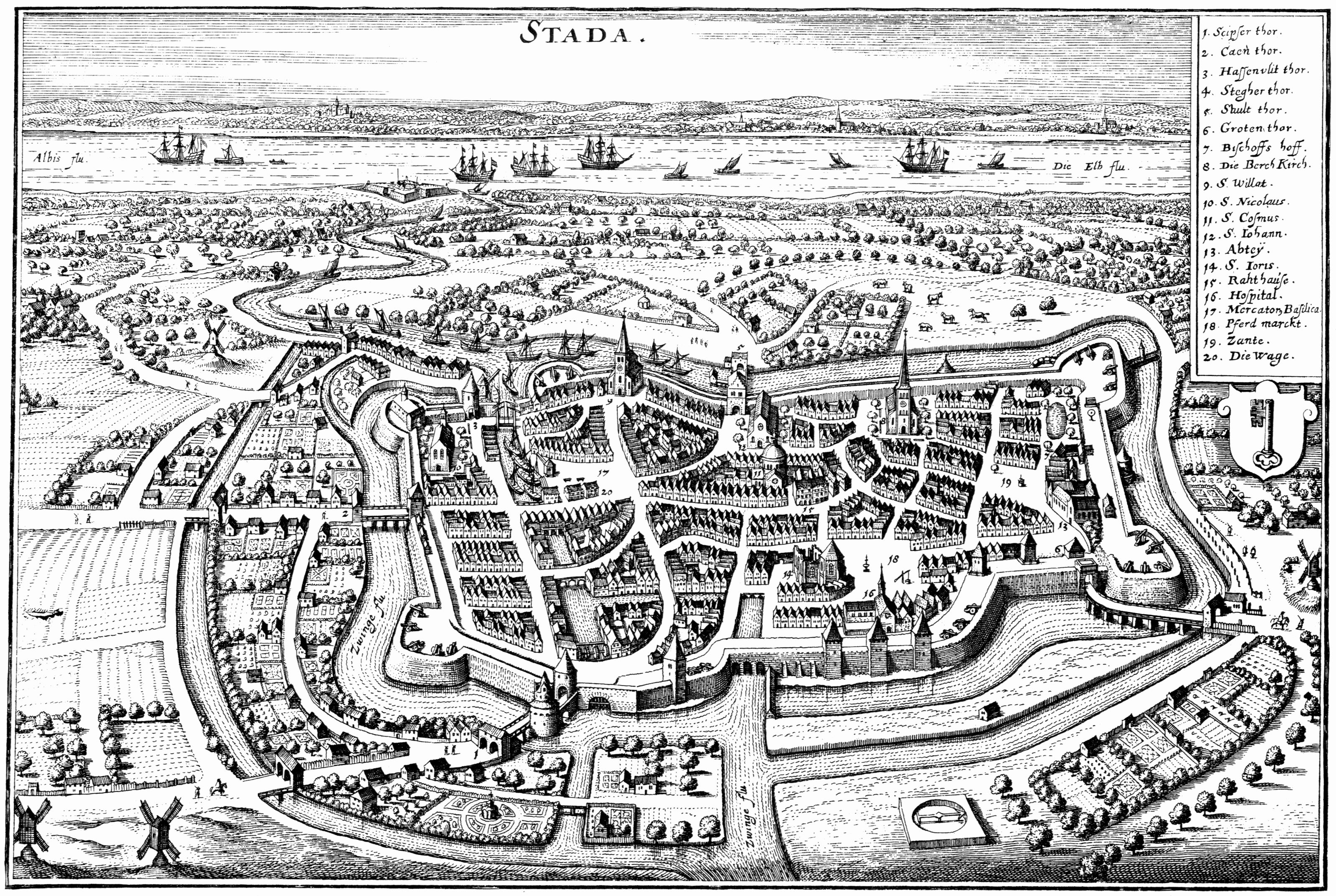
Stade um 1640, links oben die Schwingemündung mit der Schwinger Schanze

Die Elbzollstation Brunshausen befand sich bei Brunshausen an der Mündung der Schwinge in die Elbe, heute Teil des Stader Stadtgebiets. Zu der Station gehörten ein zur zivilen Staatsverwaltung gehörender Zolleinnehmer, meist ein größeres, als Zollfregatte bezeichnetes militärisches Wachschiff und zeitweise weitere kleinere Boote. Die Fahrzeuge wurden auch als Auslieger bezeichnet, weil sie außerhalb des Hafens vor Anker lagen und den Verkehr auf dem Fluss beobachteten oder bestimmte Gebiete regelmäßig abfuhren und kontrollierten. Das Zollgebäude befand sich auf der Schwinger Schanze direkt an der Schwinge-Mündung.

## Geschichte

### Überblick
Schon seit dem 11. Jahrhundert erhoben die Bremer Erzbischöfe einen Zoll von Schiffen, die die Elbe zwischen Hamburg und der Nordsee passierten und legten dafür zeitweilig Wachschiffe aus.
Nach dem Dreißigjährigen Krieg wurden 1648 die vormals kirchlichen Territorien Bremen und Verden zu einem Herzogtum zusammengefasst und kamen unter schwedische Herrschaft. Seit 1650 war die Zollstation permanent mit einem Schiff besetzt. Auch bei den mehrfachen Besitzwechseln des Herzogtums Bremen zwischen Schweden, dem Kurfürstentum Braunschweig-Lüneburg, später dem Königreich Hannover und während der französischen Besetzung blieb die Station aktiv.
Nach der Gründung des Deutschen Zollvereins 1834 verlor der Elbzoll an Bedeutung. Deshalb wurde die Station 1850 aufgegeben, auch wenn das Königreich Hannover dem Zollverein erst 1854 beitrat. Mit der Aufgabe der Station wurde auch das letzte Wachschiff außer Dienst gestellt.

### Schwedische Zeit

Schwedische Seekriegsflagge

Nachdem Schweden in Stade seine Verwaltung für das Herzogtum Bremen eingerichtet hatte, wurde die Elbzollstation zu einer dauerhaften Einrichtung. Schon 1645 waren einige Schiffe angemietet worden, um den bereits im Zolldienst eingesetzten Bojer bis zum Friedensschluss zwischen Dänemark und Schweden zeitweilig verstärkten. Nach 1646 wurde der Bojer durch eine Speeljacht verstärkt. Weil die Zolleinnahmen deutlich sanken, wurde die Fregatte Naepthunus gekauft, um die Abgaben mit größerem Nachdruck eintreiben zu können. Dieses Fahrzeug kann trotz der Bezeichnung Fregatte nicht sehr groß gewesen sein, da es nur 18 Mann Besatzung hatte. Diese wurden nach kurzer Zeit auf eine Stammmannschaft von nur 5 Mann reduziert. Für die Jahre 1658 bis 1660 sind nur eine Jagt und eine Galiot gemeldet. Danach wurde Stade von Schweden gezwungen, auf eigene Kosten den Zoll zu kontrollieren und einzutreiben. Erst 1663 wurde die schwedische Fregatte St. Margaretha der Zollstation fest zugewiesen. Außerdem gab es eine kleine Jagt, die ebenfalls bewaffnet war.
Zu Beginn des Nordischen Krieges griffen zwei dänische Kriegsschiffe die Brunshauser Schanze an, konnten jedoch von den schwedischen Kräften abgewiesen werden. Dabei wurde eines der Schiffe versenkt. Über die Beteiligung der Zollfregatte ist nichts bekannt. Als Stade am 13. August 1676 kapitulierte und zeitweise unter braunschweig-lüneburgische Verwaltung kam, fiel die St. Margaretha ebenfalls den neuen Herrschern in die Hände und blieb unter gleichem Namen bis 1679 im Dienst. Nach Kriegsende kehrte sie nach Schweden zurück und wurde dann wieder nach Stade unter dem Hamburger Schiffer Hans Trau versetzt. Es versah bis 1686 seinen Dienst und wurde 1687 unter dem Zollinspektor Johan Dargemann durch die Fregatte mit dem Namen Bremer Schlüssel ersetzt. Seit 1691 gesellte sich noch eine Jacht unter Schiffer Herman Schlottman dazu.
Während dieser Zeit gehörte es zu den Aufgaben der Fregatte, neben dem allgemeinen Zolldienst den Handel mit Konterbande zwischen Deutschland und dem schwedischen Kriegsgegner Russland zu verhindern. Nach der Niederlage Schwedens in der Schlacht bei Poltawa (1709) im Großen Nordischen Krieg war es so geschwächt, dass es seine deutschen Besitzungen nicht mehr lange gegen dänische Angriffe schützen konnte. 1712 besetzten dänische Truppen das Herzogtum Bremen. Die Zollfregatte Bremer Schlüssel entkam nach Hamburg, wo sie bis 1715 versteckt wurde. Damit endete die schwedische Zeit.

### Kurfürstentum Braunschweig-Lüneburg

Braunschweig-lüneburgische oder hannoversche Flagge

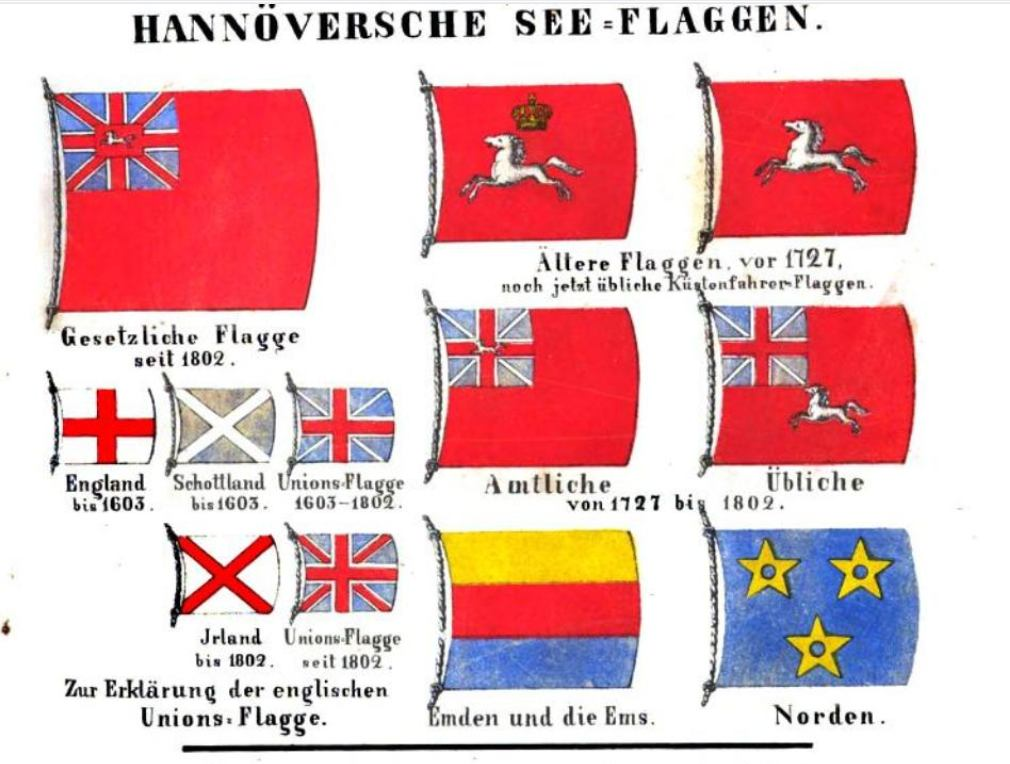
Hannoversche Flaggen, aus H. Grote 1852

1715 erwarb das Kurfürstentum Braunschweig-Lüneburg, auch Kurfürstentum Hannover genannt, das seit 1714 in Personalunion mit Großbritannien regiert wurde, das Herzogtum Bremen von Dänemark.
Während mehrerer Kriege des 18. Jahrhunderts wurde die Bekämpfung des Waffenschmuggels eine wichtige Aufgabe der Elbzollfregatte. Das lag vor allem im Interesse der britischen Regierung, die aufgrund der Personalunion mit Hannover auf den Einsatz Einfluss nehmen konnte. Dabei ging es vor allem um Waffenlieferungen an Aufständische wie die Jakobiten in Schottland oder die Siedler in Nordamerika während des Amerikanischen Unabhängigkeitskriegs 1775–83.
Die Regierung in Hannover stellte nach der Übernahme der Herrschaft über das Herzogtum Bremen den Bremer Schlüssel 1716 wieder in Dienst. Das Schiff stand unter dem Kommando des Johann Sonholtz, der 1725 zudem das Quarantäne-Haus bei der Elbzollstation in Brunshausen erwarb. 1733 war das Schiff verbraucht und zu ersetzen. Als Nachfolger wurde im selben Jahr eine Fregatte in Stade gebaut, die den Namen Weißes Ross erhielt und bis etwa 1757 im Dienst war.
Der Kommandant des Schiffes war zugleich der ranghöchste hannoversche Marineoffizier. Sein Dienstgrad entsprach dem eines Oberstleutnants beim Heer. Seine Unterstellungsverhältnisse waren nicht eindeutig geregelt. In seiner Funktion als militärischer Führer unterstand er direkt der kurfürstlichen Regierung in Hannover und erhielt zum Teil Weisungen vom Hofe in London. In allgemeinen administrativen Angelegenheiten hatte auch die Regierung in Stade eine nachrangige Weisungsbefugnis, was zeitweilig zu Meinungsverschiedenheiten mit dem Kommandanten der Elbzollfregatte führte. Insbesondere der von 1757 bis 1767 im Amt befindliche Kommandant Joachim Wilhelm Brockes lebte im Dauerkonflikt mit dem Stader Regierungspräsidenten Bodo von Bodenhausen, was schließlich zu seiner Ablösung führte.
Der Beginn von Brockes Amtszeit fiel zusammen mit der Außerdienststellung des Weißen Rosses 1757. Als Ersatz wurde ein kleineres Fahrzeug gefunden, das als französisches Kaperschiff bei Juist gestrandet war. Zu dessen Unterstützung im Zolldienst wurden zwei Schaluppen unterhalten. Außerdem war zumindest eine sogenannte Cron-Jagt vorhanden, die für verschiedene Zwecke benutzt wurde. Für diese Fahrzeuge sind keine Namen überliefert.
Als Brockes’ Nachfolger wählte man den Zollbeamten Heinrich Hüge aus, der sich auf seine Zollaufgabe beschränkte und keinen Konflikt mit der Stader Regierung suchte. Allerdings zeigte er sich nicht in der Lage, den 1776 einsetzenden Waffenschmuggel nach Nordamerika zu unterbinden. Dafür fehlte ihm nicht nur die Erfahrung als Seeoffizier, sondern auch eine geeignete Ausrüstung der Elbzollstation. Die vorhandenen Schiffe waren nicht schnell und groß genug, um es mit den schnellen amerikanischen Schiffen aufnehmen zu können. Außerdem war die Bewaffnung der Schwinger Schanze so heruntergekommen, dass kein einziges Geschütz einsatzklar war.
Nach Hüges frühem Tod Ende 1777 übernahm der Christian Gottlieb Daniel Müller die Aufgabe des Kommandanten der Elbzollfregatte. Er hatte sich gegen vier Mitbewerber durchsetzen müssen und wurde am 15. August 1778 durch den König in London ernannt. Seine Dienstzeit dauerte 35 Jahre, während derer er kontinuierlich befördert wurde. Er bewarb sich im Dienstgrad eines Leutnants der britischen Marine für den Dienst, erhielt mit seiner Ernennung 1778 den Rang eines Capitains, 1790 den eines Majors und 1801 den eines Oberstleutnants, wie ihn auch schon Brockes geführt hatte.
Im Jahre 1780 unterstanden ihm die Cron-Jagt, zwei Schaluppen, ein Kanonenboot und die Schwinger Schanze. Die Personalstärke betrug 34 Personen, sie wurde während der Kriege mit Frankreich 1792/93 etwa verdoppelt. Außerdem hatte der Kommandant seit Hüges Zeiten die Aufsicht über das Hannoversche Lotswesen auf der Elbe, eine Aufgabe, die Müller vergeblich abzugeben versuchte. Daneben betätigte sich Müller als Schriftsteller und Verfasser von Lehrbüchern über die Schifffahrt.

### Französische Besatzungszeit
1803 wurden die hannoverschen Gebiete durch französische Truppen besetzt und Frankreich übernahm die Verwaltung des Kurfürstentums. 1806 verhängte die französische Regierung eine als Kontinentalsperre bekannte Wirtschaftsblockade gegen Großbritannien. Auch in dieser Zeit wurde die Elbzollstation bei Brunshausen aufrechterhalten. Im März 1813 ist das Vorhandensein zumindest einer im Zolldienst stehenden Jolle überliefert, während die anderen Zollfahrzeuge auf unterschiedliche Weise verloren gegangen waren. Das Wachschiff selber war verbrannt worden, zwei Schaluppen wurden von den Franzosen nach Hamburg gebracht.
Müller blieb bis zum 1. März 1812 im Dienst und erhielt auch danach noch von der französischen Verwaltung eine einmalige finanzielle Unterstützung. Ansonsten waren er und seine Besatzung ohne geregelte Einkünfte. 1814 beteiligte sich Müller am Widerstand gegen die französische Besatzung. So hat er zur Unterstützung der Operationen britischer Kanonenboote gegen die Elbmündung im März 1814 Schiffe in Stade erworben, die diese Angriffe unterstützen sollten. Der Kriegsverlauf erlaubte bereits zwei Monate später den Rückverkauf dieser Schiffe. Zugleich stellte Müller eine Liste des Materials auf, das für den Wiederaufbau der Zollstation benötigt wurde. Dazu gehörten eine Schaluppe, eine große und eine kleine Jolle. Müller starb überraschend am 8. Mai 1814 vermutlich an den Folgen der Gicht, an der er bereits seit einigen Jahren gelitten hatte.

### Königreich Hannover

Flagge des Königreichs Hannover ab 1837

Bevor Ende 1814 ein neuer Kommandant ernannt wurde, fiel die Entscheidung über ein neues Wachschiff. Die britische Regierung stellte eine bewaffnete Brigg, in zeitgenössischen Dokumenten als Gun-Brigg bezeichnet, mit dem Namen The Piercer zur Verfügung. Dieses Schiff traf bereits Anfang Juni 1814 in Stade ein und wurde am 4. Juni, dem Geburtstag König Georgs III. feierlich von der britischen an die hannoversche Regierung übergeben. Die britische Schiffsbesatzung verließ kurz darauf Stade und es musste eine eigene Besatzung aufgestellt werden, die zum Teil aus früheren Angehörigen der Elbzollstation bestand. Im August 1814 wurde Schiffskapitän Joachim Deetjen zum neuen Kommandanten ernannt. Die britische Regierung hatte sich unter anderem deshalb für ihn entschieden, weil er mit seinem Schiff den Herzog von Cambridge vor der Gefangennahme durch die Franzosen gerettet hatte. Deetjen übte das Amt bis zu seinem Tode 1827 aus.
Nach der Wiedererrichtung der hannoverschen Zollstation waren viele Statusfragen ungeklärt. Dazu gehörten ihre Unterstellung und ihr militärischer Charakter. Mehrere Regierungsstellen in Stade waren weisungsbefugt, was zu bürokratischen Behinderungen führte. 1820 gelang es Deetjen, den militärischen Charakter der Elbzollfregatte und seinen militärischen Rang als Capitain bestätigen zu lassen. Nur der Kommandant hatte einen vollen Offiziersrang, der Schiffer als sein Vertreter einen Rang zwischen Offizieren und Unteroffizieren. Außerdem wurde die Uniform des Kommandanten und der Besatzung festgelegt. Kommandant und Schiffer trugen einen blauen Rock mit goldener Ausstattung unterschiedlichen Umfangs. Die Hosen des Kommandanten waren weiß, die des Schiffers blau. Unteroffiziere und Matrosen trugen einen roten Rock mit weißen Hosen. Einen besonderen Anzug gab es für die Matrosen, die die Schaluppe ruderten. Sie trugen eine kurze blaue Jacke mit einer roten Weste darunter, blaue Hosen und einen schwarzen Lederhut.
Es war üblich, das Zollschiff nur in den Monaten April bis Oktober auf seiner Station vor Anker liegen zu lassen. In den anderen Monaten wurde es auch wegen des Schutzes vor Eis eingezogen. Um die Station während der übrigen Zeit nicht unbesetzt zu lassen, wurden kleinere Fahrzeuge eingesetzt, solange der Eisgang das zuließ. Nachdem die früheren Schaluppen verlorengegangen waren, setzte sich Deetjen 1815–16 für die Beschaffung eines geeigneten Kutters ein, der an demselben Anker liegen sollte, wie im Sommer die Elbzollfregatte. Deetjen bot einen ihm gehörenden englischen Kutter an, mit dem er schon während des Krieges Truppen transportiert hatte. Die Regierung erstand 1815 stattdessen einen 1812 auf französische Rechnung in Hamburg gebauten Kutter von 50 Fuß Länge, der später den Namen William IV. erhielt.
Nach Deetjens Tod 1827 wurde der Major Carl August Delius neuer Kommandant. Er hatte bereits 1814 als aussichtsreichster Kandidat gegolten, jedoch war ihm Deetjen vorgezogen worden. Delius setzte sich gegen ein Feld von 14 weiteren Bewerbern durch, von denen die meisten Armeeoffiziere waren. Nur vier Kandidaten hatten einen Seefahrtshintergrund. Delius hatte auf britischer Seite gegen Napoleon gekämpft und in der Schlacht von Talavera einen Arm verloren. 1814 hatte er in Stade den Landsturm organisiert und sich am Wiederaufbau der hannoverschen Streitkräfte beteiligt. Delius starb bereits 1833. Zu seiner Zeit werden Zolleinnahmen von 120.000 Reichstalern im Jahr verzeichnet.
Am 22. November 1833 wurde der Oberstleutnant Andreas von Schlütter als letzter Kommandant in der Geschichte der Elbzollfregatten ernannt. Er war Oberadjutant des britischen Vizekönigs in Hannover und Generalfeldmarschalls Adolphus Frederick, 1. Duke of Cambridge. Neben seiner Besoldung als Schiffskapitän erhielt er eine Pension als Oberstleutnant. Aufgrund der hohen Wertschätzung, die er bei der Regierung genoss, wurde ihm im Jahre 1845 der Rang eines Generalmajors verliehen.
Spätestens ab 1840 zeigte es sich, dass ein Segelschiff wie The Piercer, der Wachkutter und die beiden zugehörigen Schaluppen nicht in der Lage waren, sich gegenüber den immer zahlreicher werdenden schnelleren Dampfschiffen auf der Elbe durchzusetzen. Deshalb bemühte man sich, die Hoheitsrechte von der Schwinger Schanze aus mit Salutschüssen und Signalen durchzusetzen. Beides erwies sich gegenüber den Dampfschiffen häufig als wirkungslos. 1850 befahl der König, die Fregatte einzuziehen, und Schlüter bat am 20. Oktober des Jahres um seine Entlassung.
1855 versuchte das Königreich Hannover, den preußischen Marineambitionen in der Nordsee entgegenzutreten, die sich vor allem im Erwerb des Jadegebiets 1853 manifestierten. Hannover nahm für sich in Anspruch, als so genannter Admiralstaat eine deutsche Flotte in der Nordsee zu bilden. Es unternahm jedoch keinerlei praktische Schritte in Form einer Stärkung seiner rudimentären Marinekräfte bei der Elbzollstation.
Die Zollstation bestand noch als Elb-Zoll-Wachschiff-Kommando fort und wurde von dem zuvor unter Schlüter und seinen Vorgängern gedient habenden Schiffer Dede geführt. Es verfügte zunächst über zwei, später ein Boot. Am 13. Juni 1865 verfügte das hannoversche Finanzministerium die Auflösung der Station.

## Schiffe
Nicht alle Namen der auf der Elbzollstation eingesetzten Fahrzeuge sind überliefert. Es war nicht üblich, kleineren Schiffen Namen zu geben, so dass während längerer Perioden vor allem in der zweiten Hälfte des 18. Jahrhunderts keine namentlich bekannten Schiffe überliefert sind. Bekannt sind die Namen der vier größten Schiffe, der drei Fregatten des 17. und 18. Jahrhunderts und der bewaffneten Brigg in der ersten Hälfte des 19. Jahrhunderts.

### „St. Margaretha“ und Vogel Strauß
Die St. Margaretha, nach schwedischen Quellen Margareta, erschien 1663 in Begleitung zweier anderer Kriegsschiffe vor Stade, die jedoch nicht dort geblieben sein dürften. Sie wurde als erstes schwedisches Wachschiff dauerhaft dort eingesetzt, nachdem sie vermutlich zuvor eine ähnliche Aufgabe auf der Weser ausgeübt hatte. Die Margareta wurde 1660 in Bodekull (heute Teil des Marinehafens Karlshamn) gebaut und hatte etwa 125 t. Sie war ein Küsten- oder Flussschiff, das im Schwedischen als „Struss“ bezeichnet wurde. Insofern dürfte sie für den Dienst auf der Elbe gut geeignet gewesen sein. Vom Schiffstyp her entsprach sie insofern dem, was man später unter einer Fregatte verstand. Sie war ein dreimastiges vollgetakeltes Schiff; allerdings trug sie nur 14 Kanonen. 1676 gelangte sie in hannoverschen Besitz, nachdem sie zuvor vermutlich für kurze Zeit in dänische Hände gefallen war. 1679 kehrte sie in schwedische Dienste zurück, ohne jedoch nach der Rückkehr des Herzogtums Bremen unter schwedische Herrschaft wieder als Elbzollfregatte eingesetzt zu werden. Sie wurde 1686 außer Dienst gestellt und abgebrochen.
Ein weiteres Fahrzeug, das zumindest zeitweise Dienst als Elbzollfregatte versehen haben könnte, trug den Namen Vogel Strauß (schwed.: Fågel Struts). Sie kam erstmals 1663/4 nach Stade, um Munition zu liefern. Danach sei das Schiff wieder nach Schweden gegangen. Ihr Kommandant war derselbe Lt. Brack, der später Kommandant der St. Margaretha war. Auch Bracks Nachfolger Ehlers wird in einer Akte im Jahre 1772 als Kapitän des früheren Orlog-Schiffes Vogel Strauß bezeichnet, was auf dessen Einsatz auf der Elbe schließen lässt. Der Fågel Struts war ein 1657/8 in Wolgast gebautes Fahrzeug von etwa 200 t, das 1674 versenkt wurde. Wie oft und wie lange dieses Schiff auf der Elbe eingesetzt war, ist unbekannt.
Nachfolgerin war ein vom Schiffskapitän Trau erworbenes Fahrzeug unbekannten Namens, das mit nur neun Kanonen ausgestattet wurde.

### Bremer Schlüssel
Das genaue Baujahr des nächsten namentlich bekannten Wachschiffs Bremer Schlüssel ist unbekannt, wird jedoch zwischen 1690 und 1695 vermutet. Sicher scheint zu sein, dass es bereits im Jahre 1697 unter dem Kommando eines Schiffskapitäns Michael Müller im Dienst stand. Als Bauort wird Hamburg angenommen. Der Bremer Schlüssel führte im Frieden normalerweise 18 Kanonen, zeitweise jedoch bis zu 21 Stücke. Als Galionsfigur trug sie einen großen Bären, am Heck ein Wappen mit einem aufrecht stehenden Schlüssel. Während des nordischen Krieges wurde das Schiff aufgerüstet und soll insgesamt 48 Geschütze in zwei Batteriedecks getragen haben. Das weist das Schiff als eine relativ große Fregatte aus, die auch nach dem Ende der schwedischen Herrschaft 1715 im Dienst blieb. Sie war die am stärksten bewaffnete und vermutlich größte Elbzollfregatte. Erst 1733, also nach etwa vierzig Jahren Dienstzeit wurde sie ausgemustert.

### Weißes Ross

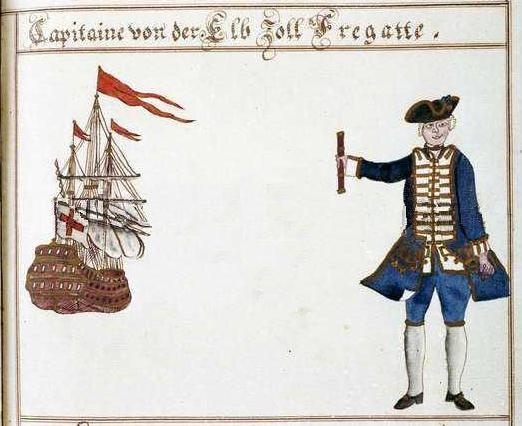
Abbildung der Elbzollfregatte Weißes Ross und ihres Kommandanten Joachim Wilhelm Brockes

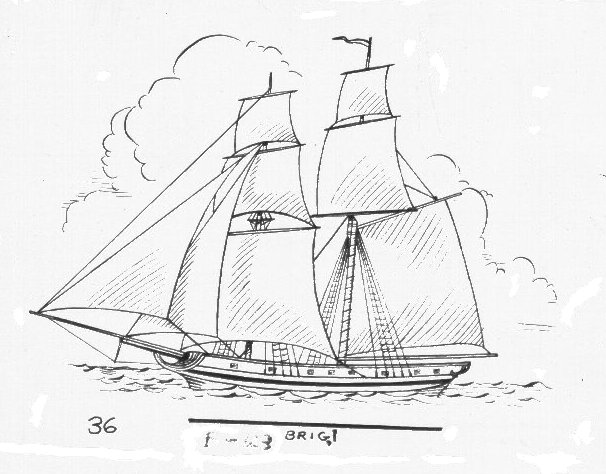
Brigg des 19. Jahrhunderts

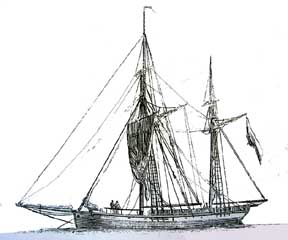
Galiot

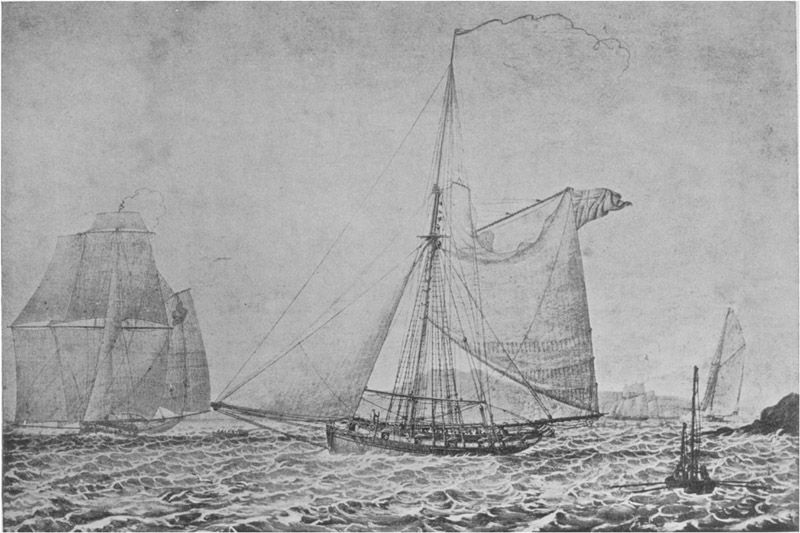
Ein Kutter von um 1800

Das Weiße Ross war ein dreimastiges Schiff, das 28 Kanonen führte. Insofern entsprach es auch von der Bewaffnung her dem Schiffstyp Fregatte. Das Schiff führte als Galionsfigur ein weißes Pferd und am Heck die Buchstaben GR (für Georg Rex) unter einer Krone. Das Weiße Ross war bis etwa 1757 im Dienst und wurde dann ausgemustert. Das als Nachfolger eingesetzte kleinere Schiff war ein ehemaliger französischer Freibeuter unbekannten Namens. Zwischen seinem Dienstzeitende 1772 und der Fertigstellung einer neuen Elbzollfregatte im Frühjahr gab es eine Lücke, in der nur kleinere Fahrzeuge für den Zolldienst zur Verfügung standen.

### Zollfregatte 1773
Im Jahre 1773 baute der Schiffszimmermann J. Behrmann in Stade eine neue Fregatte, deren Kiellänge 78 Fuß (23,4 m) betragen hat. Die Bewaffnung bestand aus 14 Kanonen, die eigens für das Schiff gegossen wurden und Ende 1774 ausgeliefert wurden. Dieses Schiff, dessen Name nicht überliefert ist, diente bis in die napoleonische Zeit und wurde etwa 1812 von den Franzosen verbrannt.

### „The Piercer“
Das letzte größere Wachschiff auf der Elbe war eine Brigg mit dem überlieferten Namen The Piercer. Die Royal Navy hatte während des Napoleonischen Krieges viele dieser bewaffneten Briggs bauen lassen, weil sie sich als Geleit- und Verbindungsfahrzeuge gut bewährt hatten. HMS Piercer war 1804 gebaut und in Dienst gestellt worden. Sie trug 14 Geschütze. Während des Krieges war sie der Station Downs zugeteilt, von wo aus sie in nord- und westeuropäischen Gewässern eingesetzt wurde. Das Schiff nahm 1813–14 an der britisch-schwedischen Belagerung und Eroberung der in dänischer Hand befindlichen Stadt Glückstadt teil, das sich am 5. Januar 1814 ergab. Der Kommandant, Lieutenant Joshua Kneeshaw, und andere Offiziere des britischen Geschwaders wurden vom schwedischen Kronprinzen ausgezeichnet.
Kneeshaws Nachfolger Rose übergab das Schiff am 4. Juni 1814 an die hannoversche Regierung. Es war als relativ kleines aber gut bewaffnetes Fahrzeug für den Wachdienst auf der Elbe zunächst gut geeignet. Gegen Ende seiner Dienstzeit war es jedoch nicht mehr in der Lage, mit den schnellen Dampfschiffen mitzuhalten und wurde nach 46 Dienstjahren 1850 außer Dienst gestellt.
Noch Anfang der 1960er Jahre fand sich im Familienbesitz der Nachkommen des letzten Schiffers der Piercer, Christian Dede, in Stade eine sogenannte „Kaffee-Muck-Tasse“ mit der Bemalung, die die Piercer auf See zeigt. Dede schenkte die Tasse 1852 seiner Tochter zur Hochzeit.

### Kleine Fahrzeuge
Außer dem als Elbzollfregatte bezeichneten jeweils größten Wachschiff gab es meist ein oder mehrere kleinere Fahrzeuge als Teil der Brunshauser Zollstation. Dabei handelte es sich einerseits um kleinere, ein- oder zweimastige Segelfahrzeuge, die eine kleine Zahl von Kanonen trugen. Sie wurden als Jagten oder Galioten bezeichnet. Außerdem gab es geruderte Boote, die zum Teil Hilfsbesegelung trugen. Sie wurden meist als Schaluppen bezeichnet.
Überliefert ist der Name einer königlichen Jagt Maria, die 1671 ein Beiboot und neue Segel benötigte. Aus der Tatsache, dass das Schiff ein eigenes Beiboot hatte, lässt sich schließen, dass es selber zumindest von mittlerer Größe war. Dieses oder ein anderes Schiff, das mit fünf Kanonen bestückt war, befand sich auch noch 1680 bei der Station.
Überliefert sind ferner zwei Neubauten für die Zollstation, die 1760 und 1764 in Stade angefertigt wurden. Zunächst baute der Schiffszimmermann J. Behrmann eine Schaluppe von 40 Fuß Länge und 8 Fuß Breite mit 10 Riemen, also ein Fahrzeug von etwa 11,6 × 2,3 m. Danach baute er eine kleine Cron-Jagt „zur Beschützung des Zolles bei Brunshausen“ von 52 Fuß (15 m) Länge mit sechs Kanonen. Als Elbzollfregatte diente zu dieser Zeit ein ehemaliges französisches Kaperschiff, so dass von insgesamt mindestens drei Fahrzeugen auf der Station ausgegangen werden muss. 1772–1773/4 dürfte die Jagt zeitweilig das größte Zollfahrzeug gewesen sein, bevor die 1773 gebaute Fregatte ausgestattet und einsatzfähig war.
Nach 1815 gab es als Beischiff einen Kutter, der 1810–12 für die Franzosen in Hamburg gebaut worden und bei deren Rückzug russischen Truppen in die Hände gefallen war. Diese hatten es an einen Privatmann versteigert. Der hannoversche Staat erwarb es 1815 für 2500 Reichstaler ohne Segel und Bewaffnung. Der Kutter war 50 Fuß (14 m) lang, 13 Fuß (3 m) breit und bot unter Deck Platz für 30 Personen. Er wurde mit vier Kanonen bestückt und erhielt den Namen William IV.
Nach der Außerdienststellung des Piercer 1850 gab es noch zwei Boote mit zunächst insgesamt 17 Besatzungsangehörigen, deren Zahl bis 1864 auf drei abnahm. Da mit drei Leuten ein Schiff wie der William IV kaum zu bewegen gewesen wäre, ist anzunehmen, dass es spätestens zu diesem Zeitpunkt außer Dienst gestellt wurde.